# Lost Frequencies
Фелікс де Лае (фр. Felix De Laet; нар. 30 листопада 1993, Брюссель, Бельгія) — бельгійський ді-джей та продюсер, відоміший за псевдонімом Lost Frequencies.

## Біографія
Псевдонім «Lost Frequencies» Фелікс вперше застосував, коли використовував старі пісні, які він називав «втраченими частотами» (англ. lost Frequencies), для створення реміксів.
2014 року створив ремікс, який зробив його знаменитим — на пісню американського співака Істона Корбіна «Are you with me». Пісня Корбіна була включена до альбому співака All Over the Road, але не була випущена як окремий сингл. Lost Frequencies зреміксував пісню та завантажив її на SoundCloud. Невдовзі Марвен Тлілі з The Bearded Man та Armada Music помітив запис та підписав артиста до лейблів. 27 жовтня 2014 року було офіційно випущено сингл Фелікса, а 15 листопада 2014 року трек очолив бельгійський хіт-парад Ultratop. 2015 року пісня підкорила чарти Австралії та Австрії. Трек також досягнув топ-10 у таких країнах, як Фінляндія, Франція, Нідерланди, Норвегія, Іспанія, Німеччина, Польща, Ірландія, Швейцарія, Велика Британія, Швеція та Туреччина.
3 червня 2016 року за участю Сандро Кавацци Lost Frequencies випустив сингл під назвою «Beautiful Life», який став провідним синглом його майбутнього дебютного альбому. 8 вересня зробив ремікс на пісню «Cold Water» Major Lazer та Джастіна Бібера. 
21 жовтня 2016 року випустив свій перший альбом Less Is More, який включає в себе хіт «Are you with me», а також такі наступні сингли як «Reality», «Beautiful Life», «What Is Love 2016» та «All Or Nothing». У травні та червні 2017 року Lost Frequencies приєднався до туру з The Chainsmokers.
2018 року в співпраці з Armada Music запустив свій власний лейбл під назвою Found Frequencies, який має слугувати «домом для його музики та підтримкою для молодих і перспективних музикантів». Того ж року став учасником щорічного музичного фестивалю Atlas Weekend, що проходить в Києві.
4 жовтня 2019 року музикант випустив свій другий студійний альбом Alive and Feeling Fine під лейблами Found Frequencies, Mostiko Records and Armada Music. Альбом складається лише з синглів, що вийшли з 2017 по 2019 роки.

## Дискографія

### Студійні альбоми
- Less Is More (2016)[6]
- Alive and Feeling Fine (2019)

### Міні-альбоми
- Feelings (2014)[7]

### Сингли
- «Are You with Me» (2014)[8]
- «Reality» (featuring Janieck Devy) (2015)[9]
- «Beautiful Life» (featuring Sandro Cavazza) (2016)[10]
- «What Is Love» (2016)[11]
- «All or Nothing» (featuring Axel Ehnström) (2017)[9]
- «Here with You» (with Netsky) (2017)
- «Crazy» (with Zonderling) (2017)[12]
- «Melody» (featuring James Blunt) (2018)[13]
- «Like I Love You» (featuring The NGHBRS) (2018)
- «Recognise» (featuring Flynn) (2019)
- «Truth Never Lies» (featuring Aloe Blacc) (2019)
- «Sun Is Shining» (2019)
- «Black & Blue» (with Mokita) (2019)
- "Sweet Dreams" (2020)
- "Beat of My Heart" (featuring Love Harder) (2020)
- "Love to Go" (with Zonderling featuring Kelvin Jones) (2020)
- "One More Night" (featuring Easton Corbin) (2020)
- "Don't Leave Me Now" (with Mathieu Koss) (2020)

## Нагороди та номінації
| Рік  | Організація      | Премія                       | Робота            | Результат | Прм.   |
| ---- | ---------------- | ---------------------------- | ----------------- | --------- | ------ |
| 2016 | Премія ЕХО       | Міжнародний танцювальний хіт | «Are you with Me» | Перемога  | [ 14 ] |
| 2016 | Премія ЕХО       | Хіт року                     | «Are you with Me» | Перемога  | [ 14 ] |
| 2017 | WDM Radio Awards | Найкращий новий талант       | Lost Frequencies  | Номінація | [ 15 ] |